# Parmenide
Parmenide (greacă Παρμενίδης Parmenídês, n. 515 î.Hr., Velia, Campania, Italia – d. 470 î.Hr.) a fost un filosof grec presocratic.

## Biografie
S-a născut la Elea, la începutul secolului V î.Hr.. Conform mărturiilor lui Platon și Aristotel, a fost învățat de Xenofan, după alții însă ar fi fost elevul unui pitagoreic numit Ameinias. Amândouă ipotezele sunt posibile. 
Provenea dintr-o familie aristocratică, situație care i-a permis să studieze cunoștințele timpului și chiar să înființeze o școală numită eleată. S-a bucurat de aprecierea și stima celorlalți, scriind chiar și o serie de legi pentru cetate. Nu se cunoaște data morții sale. Dintre scrieri ne-au rămas doar 154 de versuri dintr-un poem filosofic, căruia i s-a dat titlul convențional Despre natură.

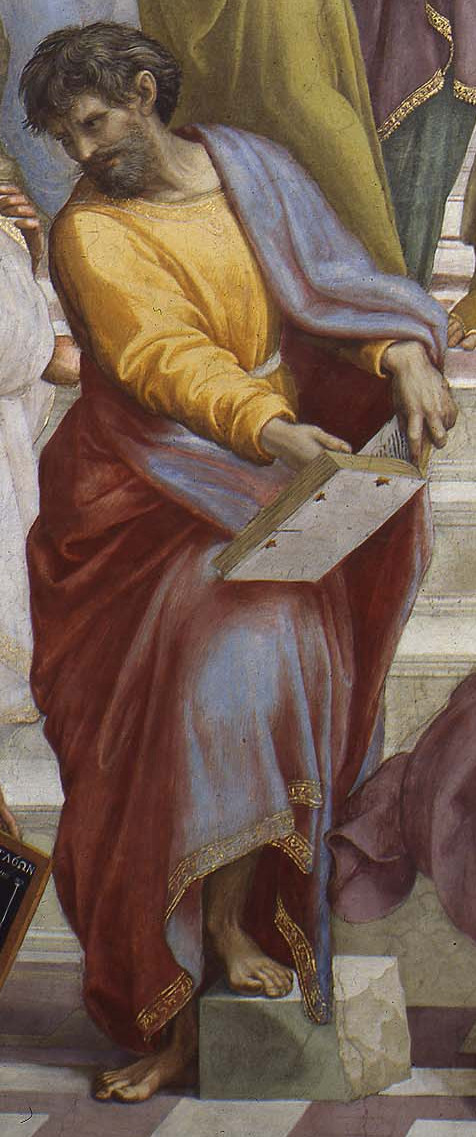
Parmenide în pictura lui Raffaello Sanzio Școala din Athena

O parte a poemului, "Calea adevărului", constă din argumente a priori privitoare la natura ființei. Cealaltă, "Calea Aparenței", este o cosmologie tradițională.
Vreau să-ți vorbesc (ci tu fi acuma cu luare aminte)/Câte drumuri se pot gândi spre-a afla adevărul:/Unul, că este Ființa și nici va putea să nu fie;/Ăsta e drumul crezării (și lui îi urmeaz-adevărul);/Celălalt - că nu e Ființa, că trebuie nici să nu fie./Calea aceasta (ți-o spun) cercetată nu poate să fie,/Căci Neființa nu poți s-o cunoști (să încerci e zadarnic)/Nici să vorbești despre ea.
(Fragmentul 4, Diels, Vorsocratiker 4, I, 152 – redat în traducere proprie de Șt. Bezdechi în Introducerea sa la Parmenide, ediția 1943, p. 9)
Alături de Heraclit, Parmenide este cel dintâi filosof care face o distincție netă între percepția senzorială și cunoașterea prin intermediul gândirii. În concepția sa numai cea din urmă poate conduce la descoperirea adevărului. Subiect al filosofiei nu poate fi decât aletheia (adevăr). "Existentul" unic, imobil, neschimbător nu poate fi păstrat decât prin gândire, căci el însuși este gândire. Cunoașterea senzorială prin care lumea apare diversificată, schimbătoare, este înșelătoare.
Sistemul său filosofic a exercitat o puternică influență asupra lui Platon, Plotin dând importante impulsuri și concepției atomiste sau gândirii lui Anaxagora.